# 180643 Cardoen
180643 Cardoen è un asteroide della fascia principale. Scoperto nel 2004, presenta un'orbita caratterizzata da un semiasse maggiore pari a 2,5549151 UA e da un'eccentricità di 0,0911540, inclinata di 9,06926° rispetto all'eclittica.